# Logan Richardson
Logan Richardson (Kansas City, 29 juli 1980) is een Amerikaanse jazzsaxofonist en -componist.

## Biografie
Richardson studeerde aan Paseo Academy of Fine and Performing Arts en aan The New School in New York. Hij speelde met Joe Chambers (waarmee hij in 2005 zijn eerste opnames maakte) en nam in 2006 met Mike Pinto, Mike Moreno, Matthew Brewer, Nasheet Waits en Thomas Crane zijn debuutalbum Cerebral Flow op (Fresh Sound Records). In de jaren erna werkte hij met Butch Morris, Greg Osby, Stefon Harris, World Saxophone Quartet, Arthur Blythe, Jason Moran, Gregory Tardy, Ambrose Akinmusire, Roberto Magris, Nicola Conte, Yaron Herman, Walter Smith III, Gerald Clayton en Billy Hart. Hij was lid van de groep NEXT Collective (album Cover Art, 2013). Op zijn album Shift (2016) speelde Pat Metheny als gastmuzikant mee. In 2018 volgde Blues People. In de jazz speelde hij tussen 2005 en 2015 mee op 26 opnamesessies.